# Познанский вариант польского литературного языка
По́знаньский вариа́нт по́льского литерату́рного языка́ (также великопольский вариант польского литературного языка, познанский польский язык; пол. odmiana regionalna poznańska, odmiana regionalna wielkopolska, polszczyzna poznańska) — один из трёх основных региональных вариантов польского стандартного языка, распространённых на исконной польской языковой территории наряду с варшавским и краковским. Характерен для жителей Великопольского региона и прежде всего для жителей Познани. В дополнение ко всем основным признакам польской литературной нормы характеризуется небольшим числом языковых черт, известных в основном только в Познани и его окрестностях.
Познанский вариант польского литературного языка не является однородным. По набору признаков он различается как в речи разных социальных слоёв, в той или иной степени приближенной или удалённой от общепольского нормированного языка, так и в речи жителей разных городов Великопольши, на которую оказывают влияние разные группы великопольских говоров.
Отличия познанского польского от других региональных вариантов польского литературного языка являются незначительными и не препятствуют общению носителей указанных языковых форм. В современной Польше, включая и Великопольский регион, наряду с процессами стирания территориальных языковых различий появляется тенденция к сохранению регионально окрашенной речи как части региональной идентичности.
Наряду с познанским региональным вариантом в Познани распространён близкий по характеристикам идиом — городской познанский говор (диалект), который имеет смешанный характер, сочетая в себе в равной мере признаки как литературного языка, так и великопольских говоров.

## История
На протяжении всей своей истории познанский вариант польского литературного языка пополнялся регионализмами главным образом диалектного происхождения, источником которых были великопольские говоры. Кроме этого, познанские региональные особенности формировались на основе архаизмов древнепольского и среднепольского периодов, которые вышли из употребления в других регионах, и на основе заимствований из немецкого языка разных эпох. Важную роль в формировании познанского регионального варианта польского языка сыграла изоляция Познани и Великопольского региона, вошедших в XVIII веке в состав Пруссии, от других польских регионов с крупными городскими культурными центрами.

## Характеристика

### Фонетика
Основными отличительными фонетическими чертами познанского варианта польского литературного языка являются озвончающий тип межсловной фонетики (сандхи) и произношение заднеязычной носовой согласной [ŋ] в группах согласных nk, n’k’, ng, n’g’. Данные черты являются частью краковско-познанской произносительной нормы: они распространены также в южной части Польши, объединяя при этом познанский и краковский варианты и противопоставляя их варшавскому варианту польского языка. При краковско-познанском типе сандхи происходит озвончение конечных глухих согласных и сохранение звонкости конечных звонких согласных на стыке слов перед последующим начальным сонорным согласным или любым гласным (brat ojca [brad‿oɪ̯ca] «брат отца», kot rudy [kod‿rudy] «рыжий кот», talerz malin [talež‿mal’in] «тарелка малины»). Для варшавского типа сандхи характерно оглушение звонких согласных и сохранение глухости глухих согласных на конце слова перед начальными сонорными согласными или любыми гласными следующего слова (brat ojca [brat‿oɪ̯ca], kot rudy [kot‿rudy], talerz malin [taleš‿mal’in]). Носовая согласная перед заднеязычными [k], [g], [k’], [g’], образующими сочетания nk, n’k’, ng, n’g’ на стыке морфем, реализуется в познанском и краковском вариантах польского литературного языка как велярный согласный [ŋ] или его палатализованный вариант [ŋ’]: panienka [pańeŋka], panienki [pańen’k’i] (родительный падеж единственного числа), sanki [saŋk’i], okienko [ok’eŋko] «оконце». В варшавском типе произношения в этой позиции выступает переднеязычный согласный [n] ([n’]): panienka [pańenka], panienki [pańen’k’i], sanki [sank’i], okienko [ok’enko].

### Морфология
В области морфологии к познанским регионализмам относят следующие признаки: 
- распространение некоторых имён существительных в грамматическом роде, отличном от общепольского: в мужском роде ten goleń при общепол. ta goleń; ten strucel при общепол. ta strucla; в женском роде ta mirta при общепол. ten mirt; ta selera при общепол. ten seler;
- особенности словообразования имён существительных с использованием формантов -alka (jadalka; sypialka при общепол. sypialnia), -owy при образовании названий лиц по роду их занятий (sadowy при общепол. sadownik; borowy при общепол. leśniczy; listowy при общепол. listonosz) и -yszek на месте общепол. -eczek, -aczek, -yczek (aniołyszek при общепол. aniołeczek; chłopyszek при общепол. chłopaczek; kamyszek при общепол. kamyczek);
- особенности словообразования имён прилагательных с использованием суффиксов -aty (kraciaty при общепол. kraciasty), -ity (wodnity при общепол. wodnisty) , -yty (mączyty при общепол. mączysty) и т. п.

### Лексика

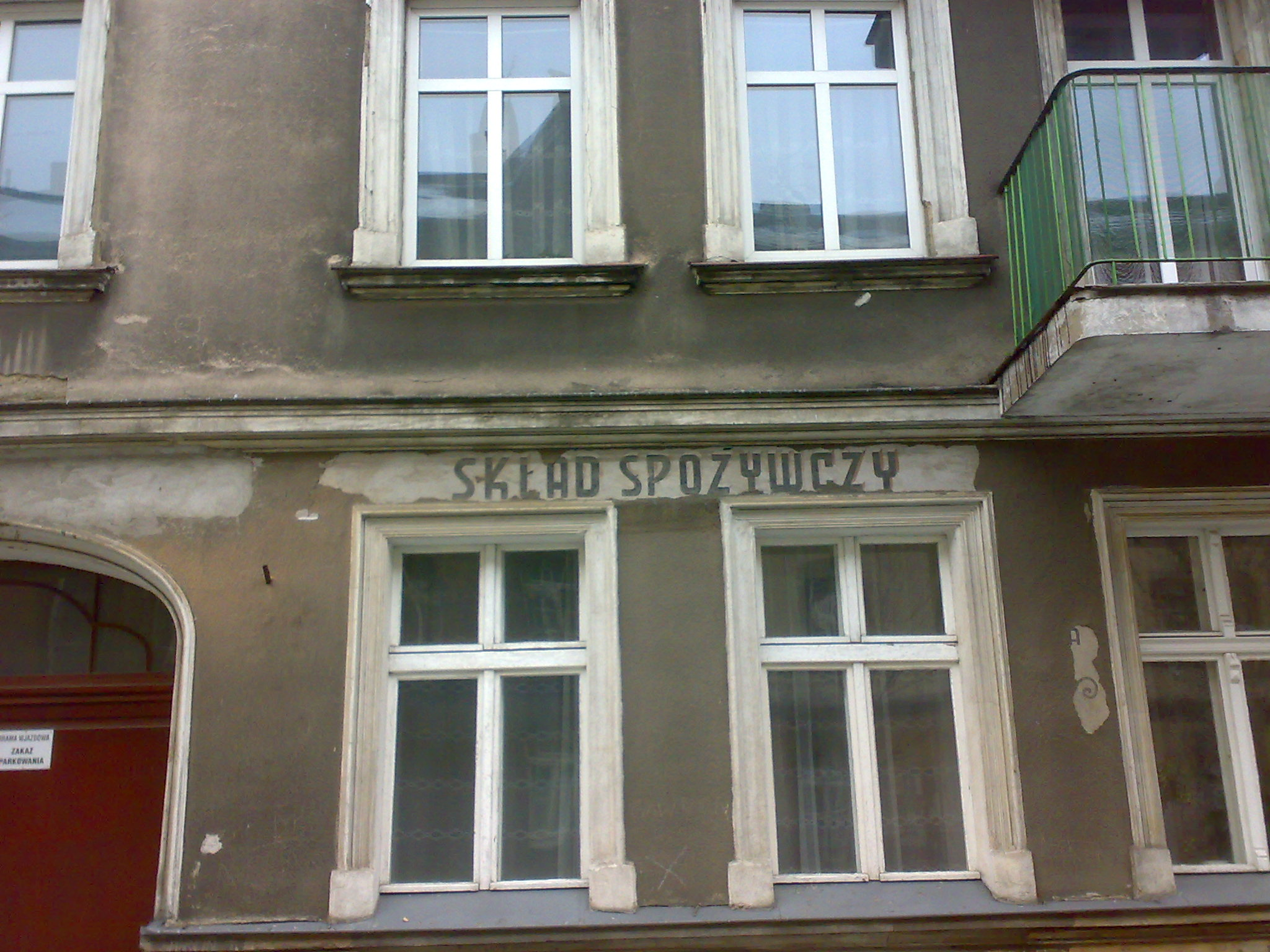
Познанский регионализм skład в значении sklep на вывеске продуктового магазина на улице Фабричной в районе Вильда (район)

Лексические отличия образуют наиболее заметную и выразительную характеристику познанского регионального варианта. В числе самых распространённых и известных местных слов отмечают такие слова, как: pyrki при краков. ziemniaki и варшав. kartofle «картофель»; świętojanki при общепол. porzeczki; szabel при общепол. fasola; haczyk при pogrzebacz и ożóg; giry при общепол. nogi «ноги»; rober при общепол. urwis, nicpoń; gzub при общепол. malec; balwierz при общепол. fryzjer; cieplaj при общепол. zmarzluch; fifka в значении słaba herbata «некрепкий чай»; guła при общепол. indyczka; korbal при общепол. dynia; petronelka при общепол. biedronka «божья коровка»; tytka при общепол. torebka, torba papierowa; węborek при варшав. kubeł и общепол. wiadro; giglać при общепол. łaskotać; gryczpan при общепол. bukszpan; modrak при краков. bławatek и варшав. chaber; krychać при общепол. rozdrabniać, rozcierać; laczki в значении pantofle domowe; skurzawka в значении ściereczka do kurzu; szneka при общепол. drożdżówka; tuk при общепол. tłuszcz и многих других. Большую часть лексических регионализмов составляют имена существительные, менее распространены имена прилагательные (modrakowy при общепол. niebieski «голубой») и глаголы (mączkować при общепол. krochmalić). 
Также в познанском польском имеется группа лексем, схожих с общепольскими лексемами, но имеющих другое значение — ból в значении rana, wrzód; febra в значении opryszczka; górka в значении stryszek, poddasze; kromka в значении piętka, przylepka; mączka в значении krochmal; miałki в значении płytki; pyza в значении bułka drożdżowa na parze; sklep в значении piwnica, podziemie «подвал» вместо общепол. «магазин» (в значении «магазин» в познанском выступают слова skład, kolonialka).
Познанские лексические регионализмы включают слова из местных великопольских говоров (pyrki; glapa при общепол. wrona «ворона»), старопольские архаизмы в их формах и значениях, вышедшие из употребления в других регионах (rżany при общепол. żytni; gościniec при общепол. karczma; młodzie при общепол. drożdże) и заимствования из других языков (tytka; fyrtel при общепол. kąt, okolica, rejon). 

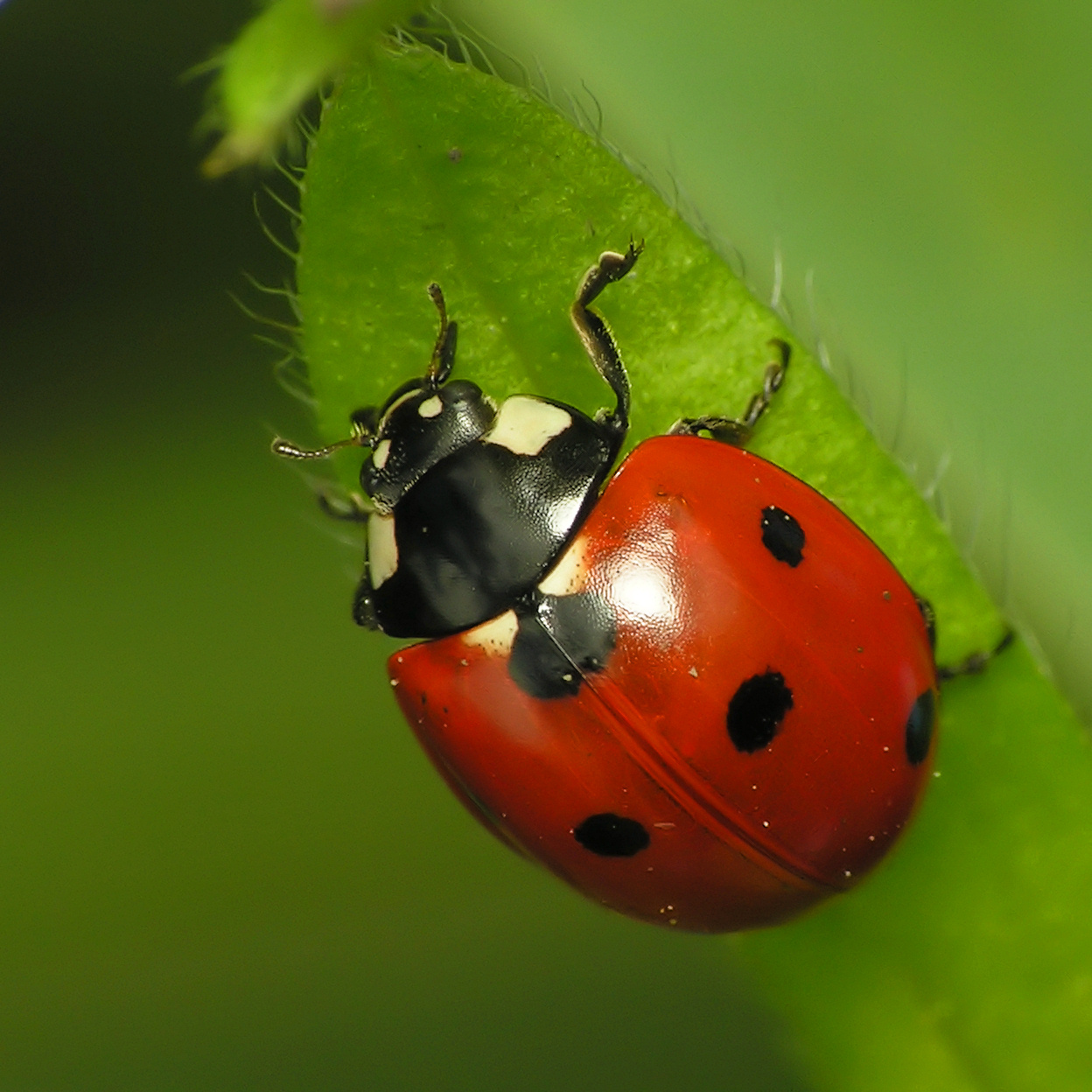
Божья коровка в Познанском регионе обозначается словом petronelka, в то время как в остальных польских регионах — словом biedronka

А. Пиотрович выделяет в познанской региональной лексике группу лексем дифференциального характера (biurowa в значении kobieta pracująca w biurze; chychcić при общепол. oszczędzać; knajtek при общепол. chłopaczek, malec; kolonialka при общепол. sklep spożywczy «продуктовый магазин»; mędzić при общепол. marudzić; składzik при общепол. sklepik); лексемы с диахронической основой (balwiernia при общепол salon fryzjerski «парикмахерская»; chędogi при общепол. porządny, czysty; tum при общепол. katedra); лексемы с диалектной основой (borchać się при общепол. obrażać się; chorobnie при общепол. okropnie; docyrać się при общепол. docucić się; fyrać при общепол. uciekać; kokotek при общепол. kogucik; kusić при общепол. straszyć; nicpoty при общепол. niegrzeczny; pogarować при общепол. pospać; unorać się при общепол. ubrudzić się); лексемы контактного характера (blubry при общепол. bzdury; cugiem при общепол. szybko; glazejki при общепол. rękawiczki; kluft; knyp при общепол. malec; podrychtować при общепол. naprawić, wyszykować; szmechel при общепол. oszustwo, machlojka); лексемы диахроническо-диалектного характера (balwierz; bojewica при общепол. klepisko; famuła при общепол. rodzina; gościniec; kielec при общепол. ząb; kokot при общепол. kogut «петух»; kolebać при общепол. kołysać; kośnik при общепол. kosiarz; listowy; miałki при общепол. płytki; papeć при общепол. pantofel, but; sypialka; żmuda в значении strata czasu «трата времени»); лексемы диахроническо-диалектно-контактного характера (bomblować при общепол. włóczyć się bez celu; bombon при общепол. cukierek; korbal; redyska при общепол. rzodkiewka; sztopfować при общепол. cerować; świętojanki; westka при общепол. kamizelka; wysztramować при общепол. naprężyć, naciągnąć); лексемы диахроническо-контактного характера (klekrać при общепол. paćkać, mazać; pedel при общепол. woźny; stalować при общепол. regulować, nastawiać); лексемы диалектно-контактного характера (antrejka в значении przedpokój; bajtlować при общепол. ględzić; bana при общепол. pociąg; bryle при общепол. okulary; frechowny при общепол. bezczelny; haczka при общепол. motyka; kanka в значении bańka na mleko; kluczyć в значении zamykać na klucz; szporać при общепол. oszczędzać; tytka).

## Современное положение
Основной тенденцией в развитии познанского варианта, как и других региональных вариантов польского языка, является распространение в познанском общепольских языковых черт, прежде всего варшавских, сопровождающееся стиранием региональных различий. Вместе с тем отмечается распространение по всей польской языковой территории великопольских слов, связанных с экспрессивной речью, например, слов ćwok при общепол. oferma и szajbus при общепол. narwaniec, и появление тенденции к сохранению в речи познанских регионализмов как маркёров особой великопольской региональной идентичности. Кроме этого, происходит вытеснение из речи старых познанских заимствований вместе с выходом из употребления обозначаемых ими предметов, например, немецкого заимствования kluft общепол. ubranie, garnitur «одежда, костюм особого типа».